# マルガレーテ・フォン・ブランデンブルク (1270-1315)
マルガレーテ・フォン・ブランデンブルク（Margarete von Brandenburg, 1270年ごろ - 1315年5月1日）は、ポーランド王プシェミスウ2世の王妃、のちザクセン＝ラッツェブルク公アルブレヒト3世の妃。ブランデンブルク＝ザルツヴェーデル辺境伯アルブレヒト3世とメヒティルト・フォン・デーネマルクの末子で次女。

## 生涯
大ポーランド公プシェミスウ2世1292年ごろに2番目の妃リキッサ・アヴ・スヴェーリエが亡くなった後、3番目の妃としてマルガレーテと結婚した。3度目の結婚相手としてマルガレーテを選択したのは主に政治的理由によるもので、有力なアスカーニエン家の一員であり、ポメレリア家の血を引くこと（マルガレーテの母方の祖母はマルグレーテ・サンビリアで、デンマーク王クリストファ1世の王妃）であったことから、大ポーランドの統治者に将来グダニスク・ポメラニアの相続権をもたらすと考えられたためである。
プシェミスウ2世とマルガレーテ（2人ともボヘミア王プシェミスル・オタカル1世の曾孫）との血縁関係より、2人が結婚するためには教皇の認可が必要であった。結婚式は1293年4月13日の少し前に行われた。一部の歴史家によれば、おそらくこの機会に、プシェミスウ2世の娘リクサとマルガレーテの兄オットーとの婚約も祝われたという。
マルガレーテは、聖ヨハネと聖パウロの日である1295年6月26日の日曜日にグニェズノ大聖堂で夫とともにポーランド王妃として戴冠式を行った。ポーランド王と王妃の戴冠式は219年ぶりであった。マルガレーテは、11世紀のリヘザ・ロタリンスカ以来、誰もが認めるポーランドの王妃となった。
プシェミスウ2世の治世は長くは続かなかった。1296年2月8日、ポーランド貴族のナウェチュ家とザレンバ家の協力を得て、マルガレーテの一族の男たちに誘拐され、ロゴジノでヤクブ・カシュバにより殺害された。ドイツの年代記作者リューベックのディートマールは、マルガレーテは家族関係のため夫を殺害した陰謀に参加したと指摘している。マルガレーテは暗殺を行った一族の出身であったため、参加せざるを得なかった。
王太后となったマルガレーテはポーランドに滞在し（ピャスト家の慣例に従って大ポーランドの一部を寡婦財産として受け取った）、義理の娘リクサ（後に兄オットーの妻となる予定であった）の面倒を見た。その直後、理由は不明であるが、マルガレーテはリクサを連れてブランデンブルクに戻った。
マルガレーテは故郷に到着すると、メクレンブルク家のロストック領主ニコラウス1世と婚約した。しかし、1299年にニコラウス1世により婚約は破棄され、ニコラウス1世はポメラニア公女との結婚を選択した。この頃、マルガレーテの継娘リクサは、夫となる予定であったマルガレーテの兄オットーの死後に、ポーランドに帰国した。
しばらくして、今度はザクセン＝ラッツェブルク公アルブレヒト3世との結婚が取り決められた。アルブレヒト3世は、1296年にザクセン公領が分割されて成立したザクセン＝ラウエンブルク公領を兄弟のエーリヒ1世およびヨハン2世と共同で統治していた。アルブレヒト3世とマルガレーテは血縁関係にあったため（どちらもアスカーニエン家の出身）、1302年9月24日にアナーニで教皇より結婚の認可が与えられた。おそらくその後すぐに結婚式が行われたとみられる。夫妻の間には以下の2人の息子が生まれた。
- アルブレヒト（1344年没） - ゾフィー・フォン・ツィーゲンハインと結婚。おそらく子女なし。
- エーリヒ（1338年没） - 未婚

1303年、アルブレヒト3世とその兄弟たちはザクセン＝ラウエンブルクを3つの分領に分割した。その後、アルブレヒト3世とマルグリットはザクセン＝ラッツェブルクを統治した。1308年にアルブレヒト3世が亡くなると、弟のエーリヒ1世がアルブレヒト3世の遺領の一部を相続し、マルグリットが子供たちを育てるために残りの一部を手に入れた。
マルグリットは1315年に亡くなり、ラッツェブルク大聖堂に埋葬された。マルグリットの死後、エーリヒ1世がラッツェブルクも相続した。